# Angry Indian Goddesses
Angry Indian Goddesses (Deusas em Fúria (título em Portugal) ) é um filme indiano do género drama, realizado por Pan Nalin, escrito por Arsala Qureishi e Dilip Shankar e protagonizado por Sandhya Mridul, Tannishtha Chatterjee, Sarah-Jane Dias, Anushka Manchanda, Amrit Maghera, Rajshri Deshpande, Pavleen Gujral e Adil Hussain. Foi exibido na secção Apresentações Especiais do Festival Internacional de Cinema de Toronto a 18 de setembro de 2015, onde terminou em segundo na votação do Prémio do Público. Estreou-se na Índia a 4 de dezembro de 2015 e em Portugal a 16 de junho de 2016.

## Elenco
- Sarah-Jane Dias como Frieda da Silva
- Tannishtha Chatterjee como Nargis Nasreen

- Anushka Manchanda como 'Mad' Madhurita
- Sandhya Mridul como 'Su' Suranjana

- Amrit Maghera como 'Jo' Joanna
- Rajshri Deshpande como Lakshmi

- Pavleen Gujral como 'Pammy' Pamela Jaswal
- Arjun Mathur como Zain

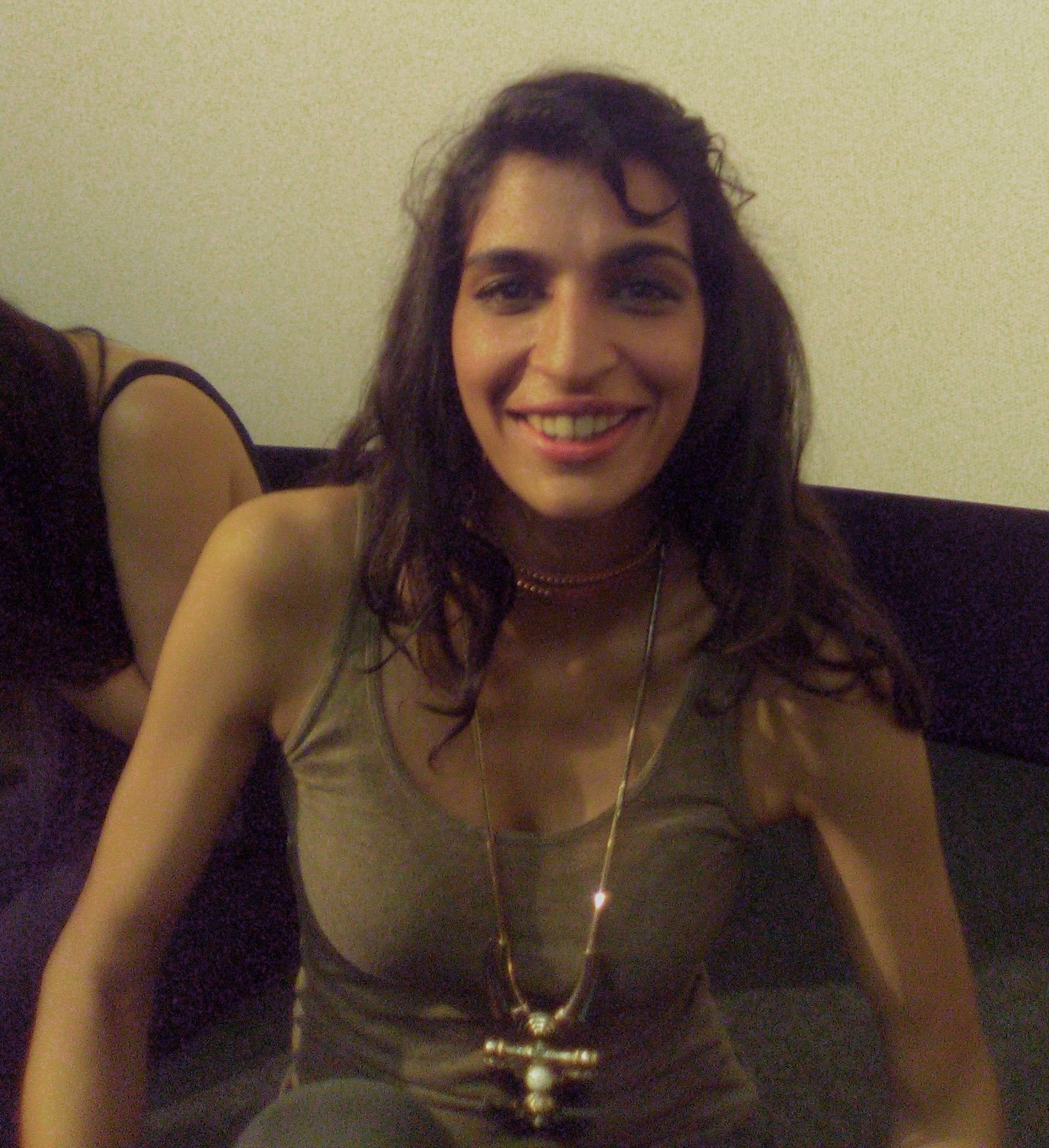
Anushka Manchanda (2016)

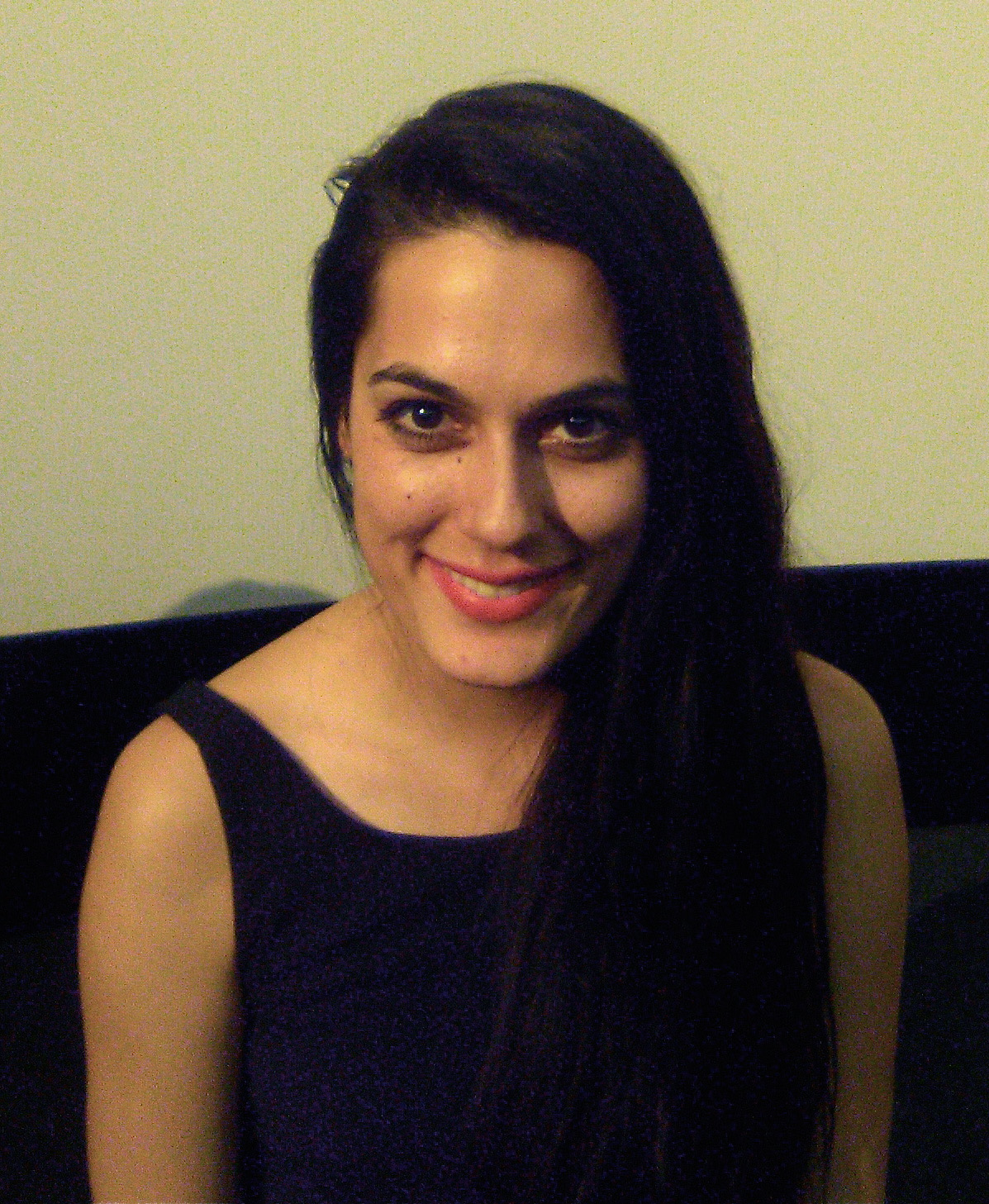
Amrit Maghera (2016)

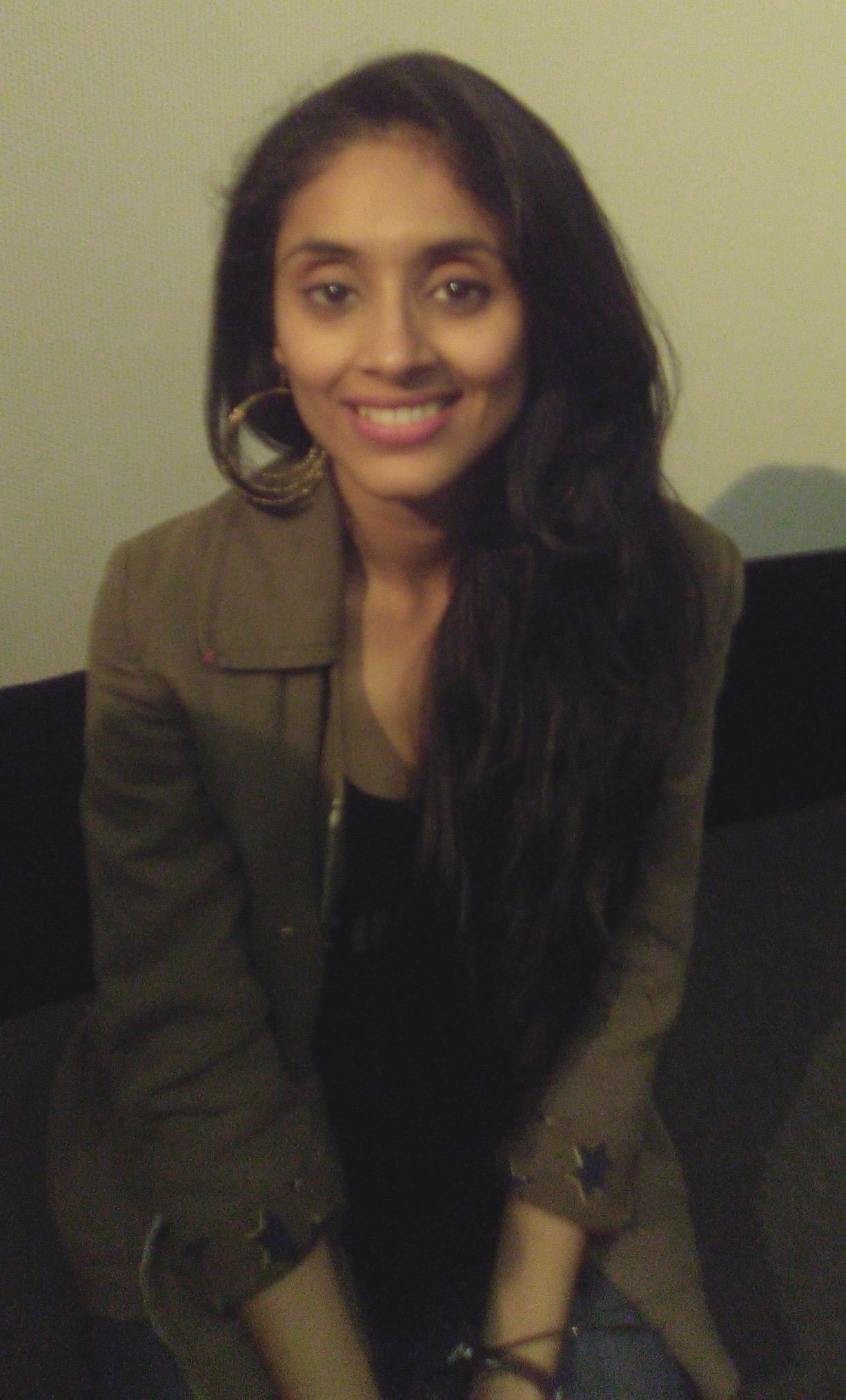
Pavleen Gujral (2016)

- Adil Hussain como superintendente da polícia
- Jeffrey Goldberg como Chris
- Vikram Kochhar como agente
- Anuj Choudhry como vizinho

## Reconhecimentos
| Ano  | Prémios                                     | Categorias            | Destinatários e nomeados | Resultado | Referências |
| ---- | ------------------------------------------- | --------------------- | ------------------------ | --------- | ----------- |
| 2015 | Festival Internacional de Cinema de Toronto | Prémio do Público     | Angry Indian Goddesses   | Indicado  | [ 2 ]       |
| 2015 | Festival Internacional de Cinema de Roma    | Prémio do Público BNL | Angry Indian Goddesses   | Venceu    | [ 5 ]       |